# باشگاه فوتبال سرباز
باشگاه فوتبال سرباز یک تیم فوتبال ایرانی از شهر تهران بود که از دهه ۱۳۱۰ تا ۱۳۲۸ فعالیت داشت. تیم سرباز در مهر ماه ۱۳۲۸ منحل شد و بازیکنان این تیم به دیگر تیم تحت مالکیت خسروانی، تاج پیوستند.

## پیشینه
سرباز در دهه ۱۳۱۰ شکل گرفت و دارای بازیکنان نظامی بود. حضور بازیکنان نظامی به این تیم قدرت دوچندانی بخشیده بود و این تیم توانست چند بار در مسابقات فوتبال باشگاه‌های تهران که در آن زمان بالاترین سطح فوتبال ایران محسوب می‌شد قهرمان شود. اکثر بازیکنان تیم سرباز در آن زمان ملی‌پوش نیز بودند.

### انحلال
در مهر ۱۳۲۸ در پی مذاکرات پرویز خسروانی مدیر عامل وقت تیم دوچرخه‌سواران با مدیران تیم سرباز این تیم منحل شد و بازیکنانش به تاج پیوستند.

## افتخارات
- جام باشگاه های تهران
  - قهرمانی (۳ بار): ۱۳۱۸، ۱۳۲۱، ۱۳۲۵